# Пачино, Аль
Альфре́до Джеймс Пачи́но (англ. Alfredo James Pacino; род. 25 апреля 1940, Восточный Гарлем, Манхэттен, Нью-Йорк, США) — американский актёр, кинорежиссёр, сценарист и кинопродюсер. На протяжении более чем пяти десятилетий остаётся одной из самых значимых фигур в мировом кинематографе, театре и на телевидении. Его имя стало олицетворением актёрского гения, а проникновенные, мощные роли, наполненные невероятной эмоциональной глубиной, закрепили за ним репутацию живого классика. Пачино принадлежит к редкой категории артистов, удостоенных так называемой «тройной короны актёрского мастерства» — престижного достижения, включающего «Оскар», «Эмми» и «Тони». Помимо этого, его невероятный талант был отмечен множеством других наград: четырьмя «Золотыми глобусами», премией BAFTA, двумя наградами Гильдии киноактёров, а также почётными премиями — Сесиля Б. Де Милля, Американского института киноискусства за жизненные достижения, Национальной медалью искусств и премией Центра Кеннеди.
Путь Пачино к славе начался с театральных подмостков, где он быстро зарекомендовал себя как выдающийся исполнитель, получив две премии «Тони» — за роли в спектаклях «Носит ли тигр галстук?» (1969) и «Основная подготовка Пабло Хаммела» (1977). Однако настоящий переворот в его карьере произошёл в 1972 году, когда он воплотил на экране образ Майкла Корлеоне в легендарной картине Фрэнсиса Форда Копполы «Крёстный отец». Эта роль не просто принесла ему всемирную известность, но и переопределила представление о киногерое, сделав моральную двусмысленность и внутренние конфликты ключевыми элементами драматургии. Продолжение саги, «Крёстный отец 2» (1974), лишь укрепило его статус как мастера перевоплощения. В тот же период Пачино создал ещё две знаковые роли — бескомпромиссного полицейского Фрэнка Серпико в одноимённом фильме Сидни Люмета (1973), принёсшем ему первый «Золотой глобус», и отчаянного грабителя Сонни Ворцика в «Собачьем полдне» (1975), ставшем одним из символов «Нового Голливуда».
Будучи приверженцем метода Ли Страсберга, Пачино строит свои роли на сочетании глубокого психологизма и выразительной физической пластики. Этот подход позволил ему создать целую галерею незабываемых персонажей, каждый из которых оставил след в культуре. Его Тони Монтана в «Лице со шрамом» (1983) Брайана Де Пальмы превратился в архетип трагического аутсайдера, рвущегося к вершинам любой ценой. Роль слепого подполковника Фрэнка Слэйда в «Запахе женщины» (1992) принесла ему долгожданного «Оскара» за лучшую мужскую роль, а Карлито Бриганте в «Пути Карлито» (1993) стал воплощением обречённого романтизма.
Пачино никогда не боялся экспериментировать, расширяя границы своего творчества. Он с успехом играл в шекспировских адаптациях («Венецианский купец», 2004), появлялся в блокбастерах («Тринадцать друзей Оушена», 2007), покорял телевидение, получив «Эмми» за роли Роя Кона в «Ангелах в Америке» (2003) и Джека Кеворкяна в «Вы не знаете Джека» (2010). Параллельно он пробовал себя в режиссуре, сняв документальный фильм «В поисках Ричарда» (1996), а также художественные ленты «Китайский кофе» (2000) и «Саломея Уайльда» (2011). С 1994 года он является сопрезидентом нью-йоркской Актёрской студии, передавая опыт молодым актёрам.

## Ранние годы

### Детство
Аль Пачино родился 25 апреля 1940 года в нью-йоркском районе Восточный Гарлем на Манхэттене. Он стал единственным ребёнком в семье сицилийских иммигрантов во втором поколении — Сальваторе Альфредо Пачино (1922—2005) и Розы, урождённой Джерард (1918—1962). Корни его отца тянулись в небольшой городок Сан-Фрателло, а мать происходила из семьи выходцев из Корлеоне. Однако семейное благополучие оказалось недолгим: когда мальчику не исполнилось и двух лет, его родители расстались. Детство будущего актёра было непростым, наполненным неустроенностью и постоянными переездами. Сначала он жил с матерью в скромных меблированных комнатах Гарлема, а позже они перебрались в тесную квартиру её родителей в Южном Бронксе. Отец почти не участвовал в жизни сына, лишь выплачивая мизерные алименты — пять долларов в месяц, которых едва хватало на самое необходимое.  
Жизнь в доме бабушки и дедушки по материнской линии была шумной и многолюдной. Их квартира на последнем этаже шестиэтажного дома, где аренда стоила дешевле, напоминала переполненный улей: в трёх небольших комнатах ютились шесть-семь человек. У маленького Альфредо не было ни собственного уголка, ни даже отдельной кровати — долгое время он спал между бабушкой и дедушкой. Главной мужской фигурой в его жизни стал дед, Винченцо Джованни Джерарди, сменивший имя на американский манер — Джеймс Джерард. Именно он оказал на мальчика наибольшее влияние. Однажды, когда шестилетний Аль признался, что донёс на одноклассника, дед резко бросил: «Значит, ты стукач?» — и эти слова навсегда привили ему отвращение к доносительству.
Детство Аль Пачино проходило в строгих рамках: из-за опасного района до шести лет ему не разрешали выходить на улицу без сопровождения, а отсутствие братьев и сестёр делало его мир ещё более замкнутым. Развлечений было мало: в доме не было телевизора, и лишь пластинки Эла Джолсона скрашивали будни. Уже в три года мальчик развлекал родных, подражая любимому артисту, а позже его единственными спутниками, помимо семьи и собаки по кличке Трикси, стали киногерои. Мать часто водила его в кинотеатры, где они вместе погружались в мир кинематографа. «Кино было местом, где моя мама могла спрятаться в темноте и не делить своего сынка ни с кем другим», — вспоминал Пачино. Именно она первой начала называть его «Сонни» — это прозвище она позаимствовала из песни Эла Джолсона, которая была тогда очень популярна. Возможно, он был единственным пятилетним ребёнком в зале, смотревшим драму «Потерянный уикэнд» — историю о саморазрушении алкоголика. Игра Рэя Милланда, получившего за эту роль «Оскар», потрясла мальчика. Особенно запомнилась ему сцена, в которой герой в отчаянии ищет спрятанную бутылку. Он разыгрывал её перед родными, с серьёзностью взрослого обыскивая воображаемую квартиру, что неизменно вызывало их смех. Но сам он не понимал, что в этом было смешного — для него это была настоящая борьба за жизнь.
Его мать, красивая, но эмоционально хрупкая женщина, тяготела к подобным мрачным фильмам. Она периодически посещала психиатра, когда у деда находились деньги на её лечение. Однажды, когда Аль было шесть лет, он стал невольным свидетелем её кризиса. Вернувшись домой, он увидел толпу у подъезда, машину скорой помощи и мать на носилках — она пыталась покончить с собой. Позже её отправили на лечение в больницу Белвью, куда помещали людей в подобных состояниях.
Юность Аль Пачино прошла под знаком бунтарства. К десяти-одиннадцати годам он уже курил, а в тринадцать попробовал алкоголь и примкнул к уличной компании, которую можно было назвать квази-бандой. Друзья звали его «Сонни» и «Паччи». Вместе они исследовали улицы, сталкиваясь с враждебными группировками и изучая границы своих территорий. Однако, в отличие от многих сверстников, он избегал тяжёлых наркотиков. «Меня это никогда не интересовало — я видел, что они делают с людьми», — объяснял он позже, признавая, что этим обязан матери. «Она единственная, кто удерживал меня от пути, ведущего к преступности, насилию и игле», — вспоминал Пачино. Трое его ближайших друзей погибли от наркотиков. В отличие от родителей своих приятелей, его мать всегда знала, где он, и это, как он верил, спасло ему жизнь. Какое-то время он мечтал о карьере бейсболиста — играл за полупрофессиональную команду «Красные крылья» в Полицейской спортивной лиге.

### Обучение актёрскому искусству
В восьмом классе судьба свела Аль Пачино с учительницей драматического искусства Бланш Ротштейн, которая разглядела в нём искру таланта. Именно она выбрала его для чтения библейских отрывков на школьных собраниях, а вскоре он начал участвовать в театральных постановках. В то время сам он не воспринимал актёрство всерьёз — для него это был скорее способ выплеснуть энергию, избежать скучных уроков и завоевать уважение сверстников. Однако постепенно за ним закрепилась репутация незаменимого участника школьных спектаклей. Его игра была настолько яркой, что после одного из выступлений к нему подошёл незнакомец и сказал: «Эй, парень, ты — следующий Марлон Брандо!» Юный Аль лишь удивлённо переспросил: «А кто такой Марлон Брандо?» Бланш Ротштейн верила в его будущее настолько сильно, что однажды поднялась по пяти лестничным пролётам в их многоквартирном доме, чтобы поговорить с его бабушкой. Пришла она не с жалобами, а с твёрдым убеждением: «Этому мальчику нужно позволить играть. Это его призвание». На сцене Пачино чувствовал себя куда увереннее, чем на бейсбольном поле. «Я не был выдающимся спортсменом, но в театре всё было иначе. Там я ощущал свободу, счастье, внимание зрителей. Мне нравилось быть среди актёров», — вспоминал он позже.
Это было потрясающе. Мне не с чем было сравнить — я был слишком молод. Понял ли я тогда всю глубину? Все эти несчастные влюблённости, муки Константина — непризнанного в искусстве, отвергнутого в любви, настолько измученного собственной славой, что единственным выходом ему видится пуля? Вряд ли. Но игра актёров приковала меня к месту. До того я представлял поэтов стариками с бородами до пят. А тут — русская пьеса, которая должна была быть чужой, но её сила втянула меня, как воронка: я шагнул в незнакомый мир и вдруг узнал себя в этих вымышленных людях ... У меня никогда не было целей. Что-то пролетало мимо, что-то врезалось в сердце. Это — врезалось. Я услышал зов. Стал носить с собой томики Чехова, поражаясь: его слова теперь всегда под рукой. Чехов стал моим другом.
В 15 лет его увлечение театром вспыхнуло с новой силой после просмотра чеховской «Чайки» в бронкском театре «Элсмир». Однако учёба давалась ему тяжело, и после ухода из младшей средней школы Германа Риддера единственным учебным заведением, согласившимся его принять, стала высшая школа исполнительских искусств на Манхэттене. Там преподавали систему Станиславского, но поначалу это не вызывало у него особого энтузиазма. Проучившись два года, он в 16 лет бросил учёбу — семье катастрофически не хватало денег, а его матери, страдавшей от тревожного невроза, требовалось дорогостоящее лечение электрошоком и барбитуратами.
Оставшись без поддержки, юный Пачино перепробовал множество профессий. Одним из немногих мест, где он задержался надолго, стала редакция журнала Commentary, где он проработал пару лет. В какой-то момент он остался в квартире совершенно один — его дед с бабушкой переехали, а мать последовала за ними. В 18 лет он присоединился к студии Херберта Бергхофа, где его наставником стал Чарли Лоутон, обучавший его «сенсорной технике», заимствованной у Ли Страсберга. «Он был лет на десять старше меня. Когда ты теряешь отца, ты неосознанно ищешь его в других мужчинах. И когда я встретил Чарли, то сразу понял: вот мой учитель», — рассказывал Пачино. Денег на обучение не было, поэтому он подрабатывал уборщиком в студии, а взамен получал стипендию. Лоутон стал не только его наставником, но и близким другом. Вместе они подрабатывали грузчиками, а в свободное время Лоутон знакомил Пачино с миром литературы. «Он обожал поэзию Уильяма Карлоса Уильямса, который, как и он сам, был родом из Патерсона, Нью-Джерси. Чарли и сам писал потрясающие стихи», — вспоминал актёр. Не имея денег на театры, они часами сидели в кафе, а Лоутон позже рассказывал: «Аль подсматривал своих будущих персонажей в метро и на улицах Нью-Йорка».
Мать Пачино скептически относилась к его актёрским амбициям, считая, что «это занятие для богатых», что нередко приводило к ссорам. Сам Аль, однако, был уверен в своём выборе, несмотря на бесконечные трудности. Он часто оставался без работы и крыши над головой — ночевал на улице, в театрах или у друзей. «Когда я жил один, мне приходилось платить за жильё. Однажды я устроился помощником официанта, но меня уволили — поймали за поеданием объедков со столов. Вот как сильно я голодал», — вспоминал он. В свободное время он скитался по городу, а чтобы согреться, часами сидел в библиотеке. Какое-то время он делил квартиру в Южном Бронксе с Мартином Шином, своим коллегой по студии Бергхофа. Оба трудились разнорабочими в экспериментальном «Живом театре», надеясь на роли.
Стремясь помочь матери финансово и доказать, что выбрал верный путь, Пачино пытался пробиться в кино. Однажды он даже отправился на кастинг к Элии Казану для фильма «Америка, Америка», но опоздал и упустил шанс. В 1962 году его мать умерла, а год спустя не стало и деда, Джеймса Джерарда. «Мне было двадцать два, и два самых важных человека в моей жизни ушли. Это сбросило меня в пропасть», — признавался он. Отказ от призыва во Вьетнам (из-за несоответствия требованиям) вогнал его в ещё более глубокую депрессию. Он начал злоупотреблять транквилизаторами и алкоголем. В 25 лет он устроился управляющим в жилом доме, где жил бесплатно, получая 14 долларов в неделю. «У меня был свой угол. Денег не было, порой нечего было есть, но хотя бы крыша над головой». Однако через два года его уволили — жильцы жаловались на грязь в коридорах и ночной шум. Хозяин дома рассказывал, что Пачино редко возвращался раньше трёх ночи, а утром «выходил из квартиры с затуманенным взглядом и в семь утра уже пылесосил коридоры».

В 1966 году, после череды неудач, Пачино наконец прошёл прослушивание в легендарную Актёрскую студию — организацию для профессиональных актёров, режиссёров и драматургов. Именно здесь он начал углублённо изучать систему Станиславского, известную в Америке под названием «Метод», под руководством Ли Страсберга, который позже стал его партнёром в «Крёстном отце 2», сыграв Хаймана Рота. В последующем Пачино так говорил о роли студии и Ли Страсберга в своей жизни:
Актёрская студия значила для меня всё. Ли Страсбергу не воздали должного ... После Чарли [Лоутона] — это был мой второй старт. Самый важный поворот в жизни. Именно из-за неё я завязал с подработками и окончательно ушёл в актёрство. Она дала мне веру в себя, место, где можно было расти, где я нашёл своих людей. Шекспир, О’Нил — что угодно! Живое, дышащее пространство, куда мы возвращались снова и снова. Это навсегда останется частью меня. Я благодарен Студии до глубины души.

## Карьера

### 1960-е. Выступления в театре

#### Спектакли вне Бродвея и первое признание критиков
Пачино начал актёрский путь на театральной сцене Нью-Йорка, поначалу выступая в постановках для детей. Его первый выход на офф-офф-бродвейскую сцену состоялся в 1963 году в Caffe Cino, где он сыграл в пьесе Уильяма Сарояна «Эй, кто-нибудь!» под руководством Чарли Лоутона. Однако этот дебют перед взрослой аудиторией не принёс ему уверенности — напротив, он настолько растерялся, что на полтора года покинул театр. Перелом в его театральной карьере наступил в 1965 году, когда он сыграл в офф-офф-бродвейской постановке Лоутона «Кредиторы» Августа Стриндберга. К середине 1960-х он пробовал себя не только в актёрском мастерстве, но и в режиссуре, а также начал писать комедийные скетчи, которые исполнял вместе с другом в кафе Гринвич-Виллиджа. Он даже экспериментировал со стендапом в Café La MaMa, параллельно выступая в подпольных театрах, размещавшихся в подвалах и на складах. Позже он вспоминал этот период как время освобождения, признаваясь, что именно тогда впервые почувствовал, что может «по-настоящему говорить». Его подход к актёрскому мастерству в те годы был прост: «Просто продолжай играть и учись на практике» — и он выходил на сцену до шестнадцати раз в неделю. В 1966 году за роль в спектакле Why Is a Crooked Letter он получил свою первую номинацию на премию «Оби» как лучший актёр.

В начале 1967 года он поразил коллег по Актёрской студии, исполнив монолог из пьесы Юджина О’Нила «Продавец льда грядёт», который неожиданно перешёл в монолог Гамлета. После бурных оваций Ли Страсберг попросил его сыграть персонажа О’Нила в стиле Гамлета и наоборот. «Мужество, которое ты сегодня показал, встречается реже, чем талант», — сказал ему Страсберг. Наставник помог Пачино получить стипендию имени Джеймса Дина в размере 50 долларов, чтобы тот мог оплатить аренду своей квартиры в Гринвич-Виллидже. Однако денег всё равно не хватало, и какое-то время он спал на полу в квартире Лоутона, пока не отправился в Бостон с 50 долларами в кармане — на кастинг в труппу Дэвида Уилера. Уилер был впечатлён его чтением отрывка из «Кавказского мелового круга», но свободной была лишь второстепенная роль, и Пачино предпочёл вернуться в Нью-Йорк.  
| «                                       | Когда я только начинал в театре, мне платили 125 долларов в неделю. В двадцать шесть, в двадцать семь у меня наконец появился постоянный заработок. А до этого я и понятия не имел, откуда возьмётся мой следующий обед. Когда я начал зарабатывать, это не сделало меня счастливее. Было приятно просто есть. Приятно не голодать. Мне повезло — я не зациклился на деньгах и вещах. Лишь спустя много лет у меня появился дом за городом. И я знаю: если бы сейчас увидел ту комнату, где жил ребёнком, ту жизнь, которую вёл тогда, — это накрыло бы меня с головой. | » |
| — Актёр о начальном этапе своей карьеры | |   |

К концу 1967 года он снова приехал в Бостон и присоединился к театру «Чарльз Плейхаус», где сыграл главные роли в «Проснись и пой!» Клиффорда Одетса и «Америка, ура!» Жан-Клода ван Италли. Впервые в жизни он начал получать стабильный заработок за актёрскую работу — 125 долларов в неделю — и познакомился с актрисой Джилл Клейбёрг, с которой у него завязались отношения, продлившиеся пять лет. Одна из первых рецензий, где упоминалась его игра, хвалила спектакль, но отмечала его исполнение как слабое место.
В 1968 году он дебютировал в офф-бродвейской постановке «Индеец направляется в Бронкс» в театре «Астор Плейс», сыграв уличного хулигана Мёрфа. Премьера состоялась 17 января, и спектакль шёл 177 раз, часто в паре с другой пьесой — «Это называется „Сахарная Слива“», в которой была задействована Клейбёрг. За эту роль Пачино получил премию «Оби» как лучший актёр, его приятель Джон Казале — как лучший актёр второго плана, а драматург Израэль Хоровиц — за лучшую новую пьесу. Критики начали обращать на него внимание: один из обозревателей предрёк, что «имя Пачино скоро станет известным всем», а рецензия Клайва Барнса в The New York Times укрепила его репутацию. Однажды после спектакля к нему подошёл кинопродюсер Мартин Брегман и предложил стать его агентом — сотрудничество, которое впоследствии принесло плоды. «Мартин Брегман открыл меня на Бродвее. Мне было 25 или 26. Он стал моим агентом, и я обязан ему всем», — говорил Пачино.
«Индеец направляется в Бронкс» стал важной вехой в его карьере. Вскоре он отправился в Италию на Фестиваль двух миров в Сполето — это была его первая поездка на родину предков, и позже он вспоминал: «Играть для итальянской публики было потрясающе». Вместе с Клейбёрг он также снялся в эпизоде «Порочный круг насилия» телесериала «Полиция Нью-Йорка», вышедшем 12 ноября 1968 года. В то время Клейбёрг играла в мыльной опере «В поисках завтрашнего дня», и её отец ежемесячно присылал им деньги, чтобы помочь свести концы с концами.

#### Триумфальный дебют на подмостках Бродвея и первые роли в кино
25 февраля 1969 года Пачино впервые вышел на бродвейскую сцену в пьесе «Носит ли тигр галстук?», поставленной в театре «Беласко». Хотя спектакль был закрыт всего после 39 показов, исполнение Пачино не осталось незамеченным — критики единодушно оценили его талант, несмотря на кратковременность проекта. За эту роль он удостоился престижной театральной премии «Тони» в категории «Лучший актёр второго плана», а также получил награды «Драма Деск» и «Театральный мир». Этот успех стал поворотным моментом в его карьере: рецензенты провозгласили его «лучшим молодым актёром Нью-Йорка», хотя некоторые, как, например, обозреватель The New York Times, указывали на узость амплуа, сравнивая Пачино с «итальянским Дастином Хоффманом». Журнал Variety, подводя итоги опроса критиков, назвал его «самым перспективным новым актёром Бродвея», а The New York Times дала его персонажу яркую характеристику — «неуклюжий, опустившийся наркоман с разумом бандита и душой поэта», которую позднее подхватил и Newsweek.
Несмотря на признание, Пачино отказался от участия в следующей бродвейской постановке — мюзикле «Зорба-грек». Однако его работа в «Носит ли тигр галстук?» привлекла внимание начинающего режиссёра Фрэнсиса Форда Копполы, который предложил ему роль в романтическом фильме, съёмки которого должны были пройти в Сан-Франциско. Проект так и не был осуществлён. Тем временем бродвейский успех помог Пачино найти средства для офф-бродвейской постановки «Местный стигматик», но спектакль потерпел неудачу, закрывшись после единственного показа. Тем не менее, его игра настолько впечатлила Джона Войта, что тот лично выделил деньги, чтобы продлить показы ещё на неделю.
Примерно в тот же период кастинг-директор Мэрион Доэрти, восхищённая его работой в пьесе «Индеец направляется в Бронкс», предложила актёру небольшую роль в драматической комедии «Я, Натали» (1969). Этот фильм стал его кинодебютом, хотя съёмки заняли всего один день: его персонаж появлялся в эпизоде в танцзале, где флиртовал с главной героиней, сыгранной Пэтти Дьюк. Несмотря на скромный объём роли, Пачино подошёл к ней с присущей ему тщательностью, экспериментируя с интонациями и жестами. Хотя его участие осталось практически незамеченным широкой публикой, некоторые критики, включая Джудит Крист из New York Herald Tribune, выделили его игру. Сам актёр впоследствии с юмором вспоминал об этом опыте: «Единственное, что я помню о том фильме, — это то, что Пэтти очень мила со мной».
К 1970 году Пачино подписал контракт с агентством Creative Management Associates, а его растущая репутация в театральном мире открыла ему путь в кино. Он получил 11 предложений, но в итоге выбрал роль героинового наркомана в драме «Паника в Нидл-парке» (1971). Это была его первая главная роль в кино, ставшая настоящим прорывом и позволившая в полной мере раскрыть уникальный актёрский стиль. Как позже вспоминал продюсер фильма Доминик Данн, на эту роль рассматривались лишь два тогда ещё неизвестных актёра — Аль Пачино и Роберт Де Ниро. Узнав, что выбор пал на Пачино, Де Ниро, по словам Данна, «упал на колени», умоляя отдать роль ему. Студия 20th Century Fox также сомневалась в кандидатуре Пачино, считая его «слишком этническим» для этого образа, но в итоге его утвердили.

### 1970-е. Успех в кино и скачок к славе
Фрэнсис Форд Коппола хорошо помнил выступление Аль Пачино в пьесе Носит ли тигр галстук? и видел его в роли Майкла Корлеоне в «Крёстном отце» (1972). Однако продюсеры Paramount Pictures настаивали на более звёздной кандидатуре и предлагали рассмотреть Роберта Редфорда, Джеймса Каана, Мартина Шина, Джека Николсона или Уоррена Битти. Исполнительный продюсер Роберт Эванс был недоволен пробами Пачино и пренебрежительно называл его «коротышкой» — рост актера (170 см) казался ему недостаточным для образа будущего главы  семьи Корлеоне. Даже сам Пачино сомневался в своём соответствии и считал, что ему больше подошла бы роль Сонни Корлеоне. Только упорство Копполы, поддержка Дайан Китон и впечатляющая восьмиминутная сцена из фильма «Паника в Нидл-парке» в итоге убедили студию утвердить относительно неизвестного Пачино. Но даже после начала съёмок продюсеры трижды пытались уволить его. Коппола с самого прочтения романа Марио Пьюзо видел в Пачино единственного исполнителя роли Майкла и не собирался отступать. Чтобы окончательно развеять сомнения, Коппола перенёс на ранний срок съёмки одной из ключевых сцен — встречи Майкла с Вирджилом Соллоццо и капитаном Маккласки в ресторане, которая впоследствии стала одной из самых знаменитых в фильме.
Работа Пачино в «Крёстном отце» получила восторженные отзывы критиков. Его агент тогда заявил: «Зрители могли прийти посмотреть на Брандо, но уйдут, обсуждая Пачино». Обозреватель Ларри Коэн писал: «„Крёстный отец“ принадлежит Аль Пачино. Все остальные играют прекрасно, даже в небольших ролях, но именно Пачино великолепен». Эта роль принесла актёру номинацию на «Оскар» как лучшему актёру второго плана, хотя его персонаж был главным в сюжете. Фильм имел огромный кассовый успех, а со временем был признан одним из величайших в истории кино. Для Пачино же роль Майкла Корлеоне стала определяющей в карьере. За работу в картине он получил $35 тысяч, бо́льшую часть которых потратил на судебные издержки. Дело в том, что, получив предложение от Paramount, он уже был связан контрактом с Metro-Goldwyn-Mayer на съёмки в другой мафиозной ленте — «Банда, не умевшая стрелять». Чтобы освободиться от обязательств, ему пришлось обратиться к юристам. Позже актёр признавался, что эта тяжба оставила его «на мели».
После успеха «Крёстного отца» Пачино получил предложение от режиссёра Джерри Шацберга, с которым уже работал в «Панике в Нидл-парке», сыграть вместе с Джином Хэкменом в драме «Пугало» (1973). Их герои — два бродяги, которые путешествуют из Калифорнии в Питтсбург, мечтая открыть свой бизнес. Чтобы глубже вжиться в роли, актёры перед съёмками облачились в лохмотья и отправились побираться на улицы Сан-Франциско. Разница в подходах к персонажам добавила экранной динамики, но за кадром отношения между Хэкменом и Пачино были напряжёнными. Позже актёр признавался: «Работать с Хэкменом было нелегко». Несмотря на то, что Пачино называл сценарий «Пугала» лучшим из всех, что ему доводилось читать, сам фильм он вспоминал как «самый печальный опыт» в карьере. По его мнению, студийная экономия на бюджете привела к халтурному результату. Конфликт усугубился, когда Пачино потребовал перемонтажа, недовольный своим экранным временем, но Шацберг отказался. Это рассорило их почти на три года. Несмотря на полученную «Золотую пальмовую ветвь» в Каннах, картина провалилась в прокате и получила неоднозначные оценки критиков. Со временем «Пугало» обрел статус культового фильма, с повторными показами на кинофестивалях и переоценкой со стороны киноведов.
Параллельно Пачино снялся в «Серпико» (1973) Сидни Люмета — биографической драме о нью-йоркском полицейском Фрэнке Серпико, который разоблачал коррупцию в департаменте. Изначально актёр сомневался, считая проект «ещё одним полицейским фильмом», но изменил мнение после встречи с реальным Серпико. Его принципиальность вдохновила Пачино на глубокое погружение в роль. Он не только проводил часы с Серпико, но и патрулировал с офицерами опасные районы Нью-Йорка, а однажды даже попытался задержать водителя грузовика. «Серпико» стал первым фильмом, где Пачино был единственным главным героем, окончательно утвердив его как звезду. Роль принесла ему номинацию на «Оскар» и «Золотой глобус» за лучшую мужскую роль. Критик Чарльз Чамплин назвал его «одним из немногих подлинных звёзд американского кино». Успех картины также вернул внимание к реальному Фрэнку Серпико, имя которого теперь неразрывно ассоциировалось с образом, созданным Пачино.
Несмотря на первоначальные сомнения, актёр всё же согласился снова сыграть Майкла Корлеоне во второй части «Крёстного отца» (1974). Действие фильма переносилось в 1958 год, где Майкл уже стал главой криминальной семьи. Предложение в $600 тысяч и энтузиазм Копполы убедили его вернуться к роли. Картина повторила успех первой части, как в прокате, так и у критиков, и вошла в списки величайших фильмов в истории. Это был первый сиквел, получивший «Оскар» за лучший фильм, а Пачино в третий раз номинировался на премию. Журнал Newsweek назвал его игру «величайшим воплощением ожесточения человеческого сердца в кино», а сам актёр стал одним из главных кассовых магнитов года.

Съёмки длились 20 недель и дались Пачино тяжело. Он жил уединённо, с трудом отделял себя от персонажа, и в итоге его госпитализировали из-за истощения. Это вынудило его отказаться от следующего проекта — «Собачьего полдня» (1975), и студия начала вести переговоры с Дастином Хоффманом. Однако продюсер фильма (и по совместительству агент Пачино) Мартин Брегман настаивал, что эту роль может сыграть только он. В конечном итоге актёра убедили сценарий Фрэнка Пирсона и глубина персонажа. Под руководством Люмета Пачино и Джон Казале сыграли в картине, основанной на реальном событии, которое биограф Уильям Шёлл назвал «самым нелепым и жалким» ограблением банка в истории.
Требовалась огромная смелость, потому что он был главным актёром, не второстепенным, и ему предложили сыграть гомосексуала. Это был огромный риск. Когда играешь персонажа, то перевоплощаешься в него, особенно если ты Аль [Пачино], а это, возможно, был мир, в который он не хотел погружаться. Не стоит забывать, что тогда ещё ни один кинокумир не играл открытого гея — он стал первым.Мартин Брегман
Первоначально Пачино не сразу «нащупал» персонажа, но затем начал предлагать изменения в сценарии, импровизировал и избегал стереотипов, стремясь сделать героя максимально человечным и сложным. Реакция критиков после выхода фильма была неоднозначной. Винсент Кэнби из The New York Times высоко оценил картину, а Джон Ландау из Rolling Stone  назвал её «скучной» и заявил, что «почти полный провал лежит на совести Аль Пачино». Однако со временем репутация фильма укрепилась, он получил множество наград, а Пачино — номинации на «Оскар» и «Золотой глобус». В итоге обе премии за лучшую мужскую роль достались Джеку Николсону за «Пролетая над гнездом кукушки».
На пике карьеры, не зная, куда двигаться дальше, Пачино почти год отказывался от всех предлагаемых ролей и не снимался. В итоге он согласился сыграть Бобби Дирфилда — одинокого гонщика, одержимого своей профессией, — в романтической драме Сидни Поллака «Жизнь взаймы» (1977). Позже актёр признавался, что тогда чувствовал себя потерянным: он бросил пить, а оглушительный успех в кино отдалил его от привычного мира. Его партнёрша по фильму Марта Келлер отмечала, что Дирфилд был удивительно похож на самого Пачино в реальной жизни. Съёмки проходили в Европе и заняли четыре месяца. За это время Пачино, под руководством тренера Эла Сильвани, привёл себя в идеальную физическую форму. Роль стала для него творческим экспериментом — он чувствовал связь с персонажем, но одновременно осознавал, что его актёрских возможностей может не хватить для такой работы. Кроме того, несмотря на уважение к Поллаку, Пачино признавал творческие разногласия с режиссёром и порой не понимал его видения. Поллак, в свою очередь, отмечал, что Пачино задавал чрезмерно детальные вопросы о сценах и персонажах, сравнивая его с «собакой, идущей по следу». Медлительность актёра и чрезмерная погружённость в роль раздражали режиссёра. Картина провалилась в прокате и не впечатлила критиков, хотя принесла Пачино номинацию на «Золотой глобус» за лучшую мужскую роль. Впервые его гонорар превысил миллион долларов.
Параллельно с кинокарьерой в 1970-х Пачино активно играл в театре, сотрудничая с театральной труппой Бостона. Одной из ключевых его работ стал спектакль «Основная подготовка Пабло Хаммела» (1972, 1977 — Бродвей), где он исполнил главную роль и позже получил за неё «Тони». Драматург Дэвид Рэйб вспоминал, как на репетициях Пачино пробовал десятки разных подходов к роли — будто «примерял костюмы». Другой заметной постановкой стал «Ричард III» (1972, 1979 — Бродвей) Шекспира, где Пачино сыграл заглавного героя, отказавшись от традиционной британской манеры в пользу резкого голоса и вдохновляясь образами Ли Страсберга, Джорджа К. Скотта и даже собственной бабушки. Критики разделились: некоторые считали, что нью-йоркский актёр с «этнической» внешностью и дикцией представителя рабочего класса не вписывается в шекспировский канон. На замечание Уолтера Керра о том, что Пачино «чужд миру Шекспира», актёр ответил: «Шекспир — одна из причин, по которой я продолжаю играть».
В 1975 году Рэйб написал сценарий «Первой крови» по заказу Брегмана, изначально рассматривавшего Пачино на роль Рэмбо Рэмбо. Актер сначала заинтересовался проектом, но затем отказался, посчитав его слишком мрачным. К 1977 году он согласился сниматься в ранней версии «Рождённого четвёртого июля» под руководством Уильяма Фридкина. Однако после двух недель репетиций финансирование свернули, и съемки отменились. Это привело к разрыву деловых отношений Пачино с Брегманом. В последующие годы актер отверг предложения сыграть в «Крамер против Крамера», «Апокалипсисе сегодня» и «Звёздных войнах». Вместо этого он выбрал юридическую драму Нормана Джуисона «Правосудие для всех» (1979), где сыграл адвоката, борющегося с коррупцией в системе. Рецензент The Hollywood Reporter назвал эту роль идеальной для Пачино — «бунтаря неряшливого, сильного, но уязвимого, сдержанного, но взрывного, сражающегося за простые права в прогнившем обществе». Фильм, по мнению The Epoch Times, ознаменовал финал «золотой эры» актёра. За эту работу Пачино в пятый раз номинировали на «Оскар», но статуэтку получил Хоффман за «Крамер против Крамера». После съёмок актёр вновь вернулся в театр, повторив роль Ричарда III на бродвейских подмостках.

### 1980-е. Спад в кинокарьере
Сразу после театрального сезона Пачино снялся в «самом противоречивом фильме» своей карьеры — «Разыскивающем» (1980) Уильяма Фридкина. Лента рассказывала о полицейском под прикрытием, расследующем серию убийств в гей-сообществе Нью-Йорка. Еще до начала съемок ЛГБТ-активисты устроили протесты, обвиняя сценарий в гомофобии и стереотипном изображении геев, особенно из-за сцен с элементами садомазохизма. Пачино пытался смягчить критику, заявляя, что фильм показывает лишь малую часть сообщества, «как мафия — лишь часть итало-американской жизни». Однако после выхода картины актер остался разочарован: Фридкин вырезал ключевые сцены, и итоговый вариант сильно отличался от первоначальной задумки. Несмотря на скандальную известность, «Разыскивающий» провалился в прокате и получил разгромные рецензии. Лишь годы спустя отдельные критики пересмотрели свое отношение к ленте, отмечая ее смелость и неоднозначность.
В начале 1980-х Пачино решил сменить амплуа, сыграв отца-одиночку с пятью детьми в драматической комедии «Автора! Автора!» (1982). Хотя сама идея роли его заинтересовала, съемочный процесс оставил неприятные впечатления из-за творческих разногласий с режиссёром Артуром Хиллером. «Иногда в этом бизнесе люди, которым не стоит работать вместе, ненадолго пересекаются», — позже говорил актёр, добавляя, что этот фильм «лучше бы не снимался». Критик Роджер Эберт недоумевал: «Что вообще делает Пачино в этом хаосе? Что происходит с его карьерой?» Картина провалилась в прокате, став очередной неудачей.
В этот период Пачино всё чаще отдалялся от кино, уделяя внимание театру и работе над собственным проектом «Местный стигматик», который увидел свет лишь годы спустя. Его главным театральным успехом стала пьеса Дэвида Мэмета «Американский бизон» (1980—1984), где он сыграл вора Трича, за что получил номинацию на премию «Драма Деск». Роль эволюционировала вместе с актёром; он исполнял её на Бродвее, офф-Бродвее, в гастролях по американским городам и в Лондоне, каждый раз находя новые грани персонажа.
Возвращение в жанр криминального кино состоялось в 1983 году с картиной «Лицо со шрамом» Брайана Де Пальмы по сценарию Оливера Стоуна. Вдохновившись оригинальным фильмом 1932 года, Пачино предложил проект продюсеру Мартину Брегману, увидевшему в нём возможность для актёра выйти за рамки привычных ролей. Для образа кубинского наркобарона Тони Монтаны он изучал манеру речи мигрантов в Майами, работал с преподавателем диалектов и даже вне съёмочной площадки оставался в характере. Фильм, снятый в нарочито оперной эстетике, сначала получил разгромные рецензии, но со временем приобрёл культовый статус. Образ Монтаны, вдохновлённый игрой Пола Муни в оригинале, стал одним из самых узнаваемых в карьере Пачино и прочно вошёл в поп-культуру.
Следующая главная роль в исторической драме «Революция» (1985) обернулась катастрофой. Фильм о траппере времён Войны за независимость США провалился как в прокате, так и у критиков. При бюджете в $28 миллионов он собрал лишь $359 тысяч, став одним из самых убыточных проектов в истории кино. Обозреватель New York Дэвид Денби едко заметил, что акцент Пачино напоминает «Чико Маркса с насморком», а его игра — «серьёзную Энн Бэнкрофт». Сам актёр позже называл «Революцию» своим самым большим провалом, признавая, что у материала был потенциал, но съёмки оказались хаотичными, а релиз — поспешным.
Жёсткая критика «Лица со шрамом» и полный провал «Революции» выбили Пачино из колеи. В результате он на четыре года ушёл из кино. Стоун, всё ещё раздражённый отказом актёра от роли в «Рождённом четвёртого июля», резко высказался: «Пачино идиот. Его карьера катится в тартарары». В этот период актёр сосредоточился на продюсировании своего проекта — короткометражки «Местный стигматик». Параллельно он вернулся в театр, сыграв в постановках «Кристально ясно» (1987), «Национальные гимны» и «Юлии Цезаре» (1988) Джозефа Паппа в роли Марка Антония — ту самую, которую в знаменитой экранизации 1953 года исполнял Малон Брандо. Пачино с иронией вспоминал, как в 1970-х СМИ писали, будто он вернулся на сцену из-за «угасающей кинокарьеры»: «Таково восприятие театра — к сожалению, его часто считают запасным аэродромом». Несмотря на трудности, эти годы вне кино он называл одним из самых плодотворных периодов своей жизни. Театр стал для него не убежищем, а творческой лабораторией, где он мог экспериментировать без давления голливудских студий.

### 1990-е. Триумфальное возвращение на большой экран
Финансовые вложения Пачино в независимый фильм «Местный стигматик» окончательно подорвали его материальное положение, вынудив вернуться к работе в большом кино. Помощь пришла со стороны его тогдашней партнёрши Дайан Китон, благодаря которой он получил роль в неонуаровом триллере «Море любви» (1989) режиссёра Гарольда Беккера. В этом фильме Пачино сыграл детектива, расследующего серию убийств, где преступница находит жертв через газетные объявления. Возвращение не только в кино, но и в знакомый амплуа — нью-йоркского полицейского — оказалось удачным. Картина превзошла ожидания, связанные с возвращением актёра. Критики встретили её положительно, а зрители проявили живой интерес. Уже в первый уик-энд «Море любви» возглавило бокс-офис, а общие сборы превысили $110 миллионов при бюджете в $19 миллионов. Успех фильма не только вернул Пачино в число востребованных актёров, но и принёс номинацию на «Золотой глобус» за лучшую мужскую роль в драме.
В 1990 году Пачино организовал показ «Местного стигматика» в Музее современного искусства (MoMA). Эта пятидесятиминутная лента была экранизацией одноимённой пьесы, в которой он впервые сыграл ещё в 1969 году, тогда его исполнение даже вызвало недовольство зала. Фильм исследует темы славы и насилия, рассказывая историю двух опустившихся лондонцев, одного из которых сыграл сам Пачино. Лента так и не вышла в широкий прокат, ограничившись закрытыми показами. В том же году Пачино появился в роли второго плана, но яркого антагониста — гангстера Биг Боя Каприса в криминальной комедии Уоррена Битти «Дик Трейси». Актер потратил месяцы на разработку образа, экспериментируя с протезами и гримом. Его харизматичная и почти гротескная игра была высоко оценена критиками. Роджер Эберт назвал Пачино «похитителем сцен», а Ричард Корлисс из Time отметил, что он «даёт Джеку Николсону из „Бэтмена“ мастер-класс по игре комиксного злодея». Роль принесла Пачино номинацию на «Оскар» как лучшему актёру второго плана, что стало прецедентом — до этого Академия игнорировала актёрские работы в экранизациях комиксов.
Под конец 1990 года на экраны вышла третья часть «Крестного отца», в которой Пачино вновь сыграл Майкла Корлеоне. Хотя фильм не повторил успеха первых двух частей саги, критика тепло приняла игру актёра. Журнал Variety и Джанет Мэслин из The New York Times назвали его исполнение «великолепным» и «завораживающим», а Дэвид Денби охарактеризовал его как «блестящее», «детализированное» и «трогательное», хотя сам фильм его не впечатлил. Сам Пачино считал, что картина не раскрыла свой потенциал — отчасти из-за отсутствия Роберта Дюваля в актёрском составе, а отчасти потому, что зрители не хотели видеть Майкла «жаждущим мести и терзаемым виной». По его словам, герой изначально был другим, и сцена с покаянием у гроба выглядела неестественно для его характера. Тем не менее, «Крёстный отец 3», который Los Angeles Times назвала самым ожидаемым фильмом десятилетия, вернул Пачино на вершину актёрской карьеры.

Режиссёр Гарри Маршалл, которому ранее не удалось задействовать Пачино в «Красотке», на этот раз добился его согласия на роль в романтической драме «Фрэнки и Джонни» (1991). Партнёршей актёра стала Мишель Пфайффер, с которой он уже работал в «Лице со шрамом». Пачино сыграл повара, недавно освободившегося из тюрьмы, который завязывает отношения с официанткой (Пфайффер) в кафе, где они оба работают. Маршалл отмечал, что методы игры двух актёров сильно различались, но между ними возникла «потрясающая химия».
Мистер Пачино не был так обаятелен со времён „Собачьего полдня“, и его настойчивые ухаживания за Фрэнки доставляют зрителю удовольствие. Сцены с Пфайффер наполнены такой точностью и искренностью, что спасают фильм от излишней сентиментальности.Кинокритик Джанет Мэслин
Следующей работой Пачино стала драма «Гленгарри Глен Росс» (1992), основанная на одноимённой пьесе Дэвида Мэмета. Проект много лет находился в разработке, и имя актёра не раз упоминалось в связи с ним. В итоге режиссёр Джеймс Фоули, давно мечтавший поработать с Пачино, лично отправил ему сценарий. Несмотря на скромный бюджет ($12,5 миллионов), в фильме собрался звёздный состав — многие актёры согласились участвовать, значительно снизив свои гонорары. Так, Пачино, обычно получавший шесть миллионов за роль, на этот раз ограничился полутора миллионами. Он сыграл Рикки Рому, одного из четырёх агентов по недвижимости, впадающих в отчаяние, когда начальство объявляет, что через неделю уволит всех, кроме двух лучших. Кинокритик Филип Френч назвал актёрский ансамбль картины «одним из лучших в истории американского кино». За роль в «Гленгарри Глен Росс» Пачино был номинирован на «Оскар» как лучший актёр второго плана, но награду получил его старый знакомый по фильму «Пугало» — Джин Хэкмен. Однако на той же церемонии Пачино наконец удостоился «Оскара» за лучшую мужскую роль — его наградили за исполнение роли слепого отставного подполковника Фрэнка Слэйда в коммерчески успешной драме «Запах женщины» (1992). Так Пачино стал первым актёром в истории, получившим «Оскар» за лучшую мужскую роль, будучи одновременно номинированным как лучший актёр второго плана.
Его работа в «Запахе женщины» стала ярким примером метода перевоплощения — он консультировался в школе для слепых и, хотя первоначально персонаж должен был носить затемнённые очки, Пачино отказался от них, чтобы добиться большей достоверности. Даже между дублями он оставался в образе, передвигаясь по съёмочной площадке с тростью и не глядя на окружающих. Его друг детства Кеннет Липпер вспоминал, что ещё в юности Пачино часто притворялся слепым, прося прохожих помочь перейти дорогу: «Для меня не стало неожиданностью, что он получил „Оскар“ за роль, которую готовил всю жизнь». Дэвид Денби назвал эту игру «самой мощной, театральной и эмоциональной» в карьере актёра, отметив, что его карьера обрела «блестящее второе дыхание». Пресса окрестила 1992 год «годом Аль Пачино».
Параллельно с кино он продолжал театральную работу, сыграв в бродвейских постановках «Саломея» (по пьесе Оскара Уайльда) и «Китайский кофе». Хотя спектакли получили неоднозначные отзывы, игру Пачино хвалили единодушно.
Год спустя он снялся в криминальной драме «Путь Карлито» (1993), где сыграл пуэрто-риканского гангстера, пытающегося порвать с преступным прошлым после выхода из тюрьмы. Фильм частично основан на романах судьи Эдвина Торреса, с которым Пачино познакомился ещё во время работы над «Серпико». Актер лично сопровождал Торреса в поездках по Восточному Гарлему, изучая местный колорит. Режиссёром стал Брайан Де Пальма, вновь сотрудничавший с Пачино после «Лица со шрамом». На этот раз Де Пальма сознательно избегал излишней стилизации, вдохновляясь классическим нуаром. Критик Оуэн Глейберман из Entertainment Weekly сравнил фильм с «Лицом со шрамом», отметив более тонкую режиссуру, но менее харизматичного главного героя: «Пачино делает ставку на сдержанность и глубину». Журнал Esquire писал, что недавний «Оскар» Пачино повлиял на восприятие картины, однако актёр продемонстрировал «гипнотически точную игру», где «тихие сцены чередуются с виртуозными моментами, одними из лучших в его карьере».
После роли умирающего старика в низкобюджетной драме «Четвертак» (1995), для которой Пачино вдохновлялся образом собственного деда, он переключился на образ лейтенанта Винсента Ханны в полицейской драме Майкла Манна «Схватка» (1995). Его герой — детектив из Лос-Анджелеса, который преследует банду грабителей под руководством персонажа Роберта Де Ниро. Фильм вызвал ажиотаж, поскольку впервые свёл на экране «двух легендарных актёров своего поколения». Критик Манола Даргис отмечала, что Пачино в этой роли — «ураган энергии, безумный гибрид Болванщика и Эркюля Пуаро, ярость и бурлящий интеллект. Ханна может быть необузданным, но он никогда не теряет контроль». Позже Пачино признался, что его герой, хотя это и не показано в фильме, находился под воздействием кокаина. Особенно зрители запомнили культовую сцену встречи Пачино и Де Ниро в кафе, снятую без предварительных репетиций, а также напряжённую финальную дуэль. Издание Collider назвало эпизод в кафе «одной из самых знаковых сцен в истории кино».
Вскоре Беккер пригласил Пачино на роль мэра Нью-Йорка в политическом триллере «Мэрия» (1996), где его партнёром стал Джон Кьюсак. Критик Боб Томас писал, что, несмотря на меньшее экранное время, Пачино «властвует в каждой своей сцене», особенно выделяя его монолог на похоронах убитого мальчика как «один из лучших в истории кино». Оуэн Глейберман назвал ту же сцену «гротескной пародией на леволиберальную риторику», но в целом высоко оценил игру актёра. Пачино, готовясь к роли, встречался с реальными мэрами — Рудольфом Джулиани, Эдом Кочем и Дэвидом Динкинсом, но позже заявил, что его персонаж — скорее обобщённый образ харизматичного популиста. В том же году, после четырёх лет работы, актёр представил свой режиссёрский дебют — докудраму «В поисках Ричарда». Он также выступил продюсером, финансистом и исполнителем главной роли. Экспериментальный фильм включал сцены из «Ричарда III» Шекспира и размышления о современном восприятии его творчества. В съёмках участвовали Алек Болдуин, Кевин Спейси и Вайнона Райдер. За эту работу Пачино получил премию Гильдии режиссеров США за лучшую режиссуру документального фильма.
Следующей его работой в кино стала роль в фильме «Донни Браско» (1997) снятом Майком Ньюэллом по реальной истории агента ФБР, внедрившегося в мафиозные круги. Актёр сыграл Левшу Руджеро — опытного киллера, чье влияние в преступном мире постепенно сходило на нет. Критики отметили необычную для Пачино манеру игры: его герой предстал усталым, разочарованным, лишенным прежней харизмы, но отчаянно цепляющимся за остатки статуса. Джанет Мэслин писала: «Это совсем другой Пачино — постаревший, измотанный, монотонный, неудачливый, но отчаянно жаждущий признания». Обозреватель Дэвид Денби назвал эту роль самой меланхоличной и фаталистичной в карьере актера. Бывший мафиози Майкл Франчезе, знавший реального Руджеро, высоко оценил достоверность образа, отметив, что Пачино блестяще передал суть персонажа — «не самого влиятельного и уж точно не гламурного представителя криминального мира».
После «Донни Браско» Пачино согласился на роль в экранизации мистического триллера «Адвокат дьявола», хотя трижды отказывался от проекта, считая первоначальную версию персонажа слишком шаблонной. Его решение изменилось после переработки сценария Тони Гилроем. В фильме, вышедшем в октябре 1997 года, Пачино сыграл Джона Милтона — харизматичного и всесильного нью-йоркского адвоката, за которым скрывалась древняя демоническая сущность. Его партнером стал Киану Ривз в роли молодого и амбициозного юриста, попавшего под влияние загадочного покровителя. Для подготовки к роли Пачино вдохновлялся игрой Уолтера Хьюстона в классической ленте «Дьявол и Дэниел Уэбстер» (1941), а также перечитал «Божественную комедию» Данте и «Потерянный рай» Мильтона.  Критики Los Angeles Times описали его персонажа как «уверенного в себе, соблазнительного, хитрого, эксцентричного, сладострастного, умного, развращенного, игривого и исполненного ярости». Фильм стал кассовым хитом, собрав в мировом прокате более $150 миллионов.
Позже Пачино вновь сотрудничал с Манном в драме «Свой человек» (1999), номинированной на «Оскар» в нескольких категориях. В фильме, где его партнёром выступил Рассел Кроу, рассказывалось о разоблачении вредоносных практик табачной индустрии. Пачино сыграл телепродюсера Лоуелла Бергмана, помогающего учёному-разоблачителю Джеффри Уиганду (Кроу). Dallas Observer отметила: «Пачино начал осознавать значение своего наследия и хочет напомнить нам, что, когда дело доходит до дела, он всё ещё может играть так же мощно, как в молодости». В том же году он появился в спортивной драме Оливера Стоуна «Каждое воскресенье» (1999) в роли тренера увядающей команды по американскому футболу. Чтобы подготовиться к роли, Пачино консультировался с известными тренерами НФЛ. Стоун позже признался, что использовал образ Тони Монтаны из «Лица со шрамом» (сценаристом которого был он сам), чтобы подчеркнуть, что успешный тренер — отчасти гангстер. Один из монологов Пачино в раздевалке перед матчем стал культовым и даже вдохновлял реальные спортивные команды.

### 2000-е. «Трилогия усталости» и выход на телевидение
В 2000 году на кинофестивалях в Теллурайде и Торонто состоялась премьера второй режиссёрской работы Пачино — «Китайский кофе». Этот независимый проект, полностью финансируемый самим актёром, снимался в течение трёх лет и был основан на одноимённой пьесе, в которой Пачино играл в начале 1990-х. Фильм почти целиком состоит из диалога между неудачливым писателем (Пачино) и его наставником (Джерри Орбах). Как пояснил режиссёр: «Я не адаптирую пьесу для кино — я превращаю пьесу в кино», сохраняя её дух, но переосмысливая средствами кинематографа. В рецензии для Variety Тодд Маккарти назвал ленту «небольшой актерской зарисовкой, которую лишь актер мог бы решиться перенести на экран», предрекая ей минимальный коммерческий успех. Как и первый фильм Пачино, «Китайский кофе» не вышел в широкий прокат. Несмотря на это, Пачино признавался, что «влюбился в саму идею создания кино», хотя и не считал себя настоящим режиссёром:
Я вижу себя актёром, который просто взялся за режиссуру. Настоящий режиссёр — это тот, кто смотрит на мир и говорит: Я„ только что увидел историю, я должен её снять“. А я — нет. Я вижу историю и думаю: „О, я должен это сыграть!“ Большая разница. Возможно, когда-нибудь после смерти, на небесах, я займусь режиссурой.
Начинающий на тот момент режиссёр Кристофер Нолан пригласил Пачино на одну из главных ролей в психологический триллер «Бессонница» (2002), где также снимались Робин Уильямс и Хилари Суэнк. Это был ремейк одноимённого норвежского фильма. Пачино согласился, впечатлённый талантом Нолана после его предыдущей работы — «Мементо». Действие «Бессонницы »разворачивается в Аляске, где два детектива из Лос-Анджелеса расследуют убийство в условиях полярного дня, когда солнце почти не заходит. Критики высоко оценили игру Пачино. Лиза Шварцбаум из Entertainment Weekly отметила, что уже давно не видела от актёра такой «мощной и многогранной» работы The Guardian назвал его исполнение главной силой фильма. Нолан подчёркивал потрясающую химию между Пачино и Уильямсом, а New York Post писала, что оба актёра показали свои «самые весомые роли» за много лет. В той же рецензии указывалось, что в «Бессоннице» Пачино намеренно избегает своей фирменной экспрессивной манеры, которая стала его визитной карточкой после «Запаха женщины». Другие обозреватели также отмечали более сдержанную игру по сравнению с его классическими ролями. Фильм собрал в прокате $113 миллионов и со временем приобрёл культовый статус. Позже National Review назовёт «Бессонницу» лучшей работой Пачино в 2000-х, а издание SlashFilm — «одной из последних великих ролей актёра».
В том же году Пачино снялся в фантастической трагикомедии «Симона» Эндрю Никкола. Его герой — забытый режиссёр, который создаёт виртуальную актрису для своего нового фильма, а затем пытается скрыть правду, когда она становится звездой. Хотя сценарий привлёк Пачино своей игрой с темами славы, иллюзий и творческого кризиса, фильм провалился и у критиков, и в прокате. Ещё одной работой того периода стала малобюджетная драма «Нужные люди», где Пачино сыграл опустившегося наркозависимого пиарщика, втянутого в преступление. Съёмки завершились за десять дней до терактов 11 сентября 2001 года, и хотя часть сцен пересняли, выход картины задержался. В США её показали лишь через полтора года ограниченным прокатом. Несмотря на слабый релиз, Роджер Эберт включил фильм в программу своего фестиваля, а журнал New York отметил, что роль идеально сочетает в себе «театральность, мрачность и величие» — именно это, вероятно, и привлекло Пачино. Из-за уставших, измотанных персонажей в «Бессоннице», «Симоне» и «Нужных людях» издание PopMatters окрестило фильмы «трилогией усталости».
Не снижая активности, Пачино продолжал работать как в театре, так и в кино, чередуя коммерческие и авторские проекты. В 2003 году на экраны вышел шпионский триллер «Рекрут» с Колином Фарреллом в роли новобранца ЦРУ и Пачино в образе его наставника. Журнал Entertainment Weekly сравнил этот дуэт с тандемом Роберта Редфорда и Брэда Питта из «Шпионских игр», но отметил, что здесь больше психологических манипуляций. После успеха картины Пачино появился в эпизодической роли мафиозного босса в провальной комедии «Джильи» (2003) Мартина Бреста, режиссёра «Запаха женщины». Картина не только провалилась в прокате, но и была разгромлена критиками, став одной из худших в истории и поставив крест на карьере Бреста. Несмотря на долгое избегание телевидения, в том же году Пачино дебютировал в мини-сериале HBO «Ангелы в Америке», сыграв гомосексуального адвоката Роя Коэна. Работа принесла ему «Золотой глобус», «Эмми» и премию Гильдии киноактёров США.
В 2004 году вышел фильм «Венецианский купец» — экранизация одноимённой пьесы Шекспира, в которой Пачино воплотил на экране образ еврея-ростовщика Шейлока. Под руководством режиссёра Майкла Рэдфорда актёр придал персонажу, традиционно изображаемому однозначным злодеем, глубину и человечность. Интересно, что сам Марлон Брандо, когда продюсер Барри Навиди обсуждал с ним проект, заявил, что только Пачино сможет сыграть Шейлока. Хотя некоторые критики, вроде Рона Розенбаума из The Observer, сочли эту версию персонажа «излишне смягчённой и политкорректной», большинство рецензентов высоко оценили игру актёра. Питер Трэверс написал, что Пачино «поднимает планку, демонстрируя актёрский триумф». Несмотря на скромный промоушен, фильм собрал хорошую кассу, особенно в Нью-Йорке. Год спустя Пачино снова примерил роль наставника — на этот раз в драме «Деньги на двоих», где его партнёрами стали Мэттью Макконахи и Рене Руссо. Лента получила смешанные отзывы: Роджер Эберт хвалил Пачино и его поздние работы, а Empire хоть и отметил мощную игру актёра, раскритиковал фильм в целом. Chicago Tribune же указала, что его герой — «ещё один яркий персонаж в коллекции харизматичных и взрывных ролей Пачино».
В 2007 году присоединился к Джорджу Клуни, Брэду Питту, Мэтту Дэймону и Энди Гарсии в криминальной комедии «Тринадцать друзей Оушена» (2007) — третьей и последней части франшизы, снятой Стивеном Содербергом. В фильме он сыграл главного антагониста, Уилли Бэнка, отельера, ставшего мишенью для банды Оушена. Картина собрала в мировом прокате более $311 миллионов.  В том же году Пачино снялся в психологическом триллере «88 минут», где исполнил роль судебного психолога и университетского профессора, который когда-то добился осуждения серийного убийцы, а теперь сам должен спасти свою жизнь за оставшиеся 88 минут. Фильм получил разгромные отзывы критиков. Ричард Роупер назвал его худшим в году, а издания New York Post и Variety включили «88 минут» в список самых неудачных работ Пачино.
Режиссёр этого фильма, Джон Эвнет, снова пригласил Пачино для участия в детективной драме «Право на убийство» (2008), где тот сыграл в паре с Робертом Де Ниро. Их герои — нью-йоркские детективы, расследующие серию убийств. Несмотря на неплохие сборы, картина провалилась в глазах критиков. Манола Даргис охарактеризовала её как «нагромождение переработанных полицейских клише», а Лу Луменик из New York Post иронично заметил, что Пачино и Де Ниро «получили внушительные чеки за то, чтобы зрители уснули от скуки».

### 2010-е. Участие в «проходных» фильмах
Начало нового десятилетия ознаменовалось снижением коммерческого успеха Пачино в большом кино, и он вернулся на телевидение, сыграв главную роль в биографическом фильме HBO «Вы не знаете Джека» (2010). Лента рассказывает историю доктора Джека Кеворкяна, сторонника эвтаназии. Эта работа принесла актёру премии «Эмми», «Золотой глобус» и Гильдии киноактёров США. Пачино не раз сожалел, что не сыграл ростовщика Шейлока на театральной сцене до его экранизации. В июле 2010 года он наконец воплотил этого персонажа в офф-бродвейской постановке «Венецианского купца». Спектакль позже переехал на Бродвей, где за первую неделю собрал миллион долларов. За эту роль Пачино получил номинацию на «Тони» как лучший актёр.
В начале 2011 года на кинофестивале «Сандэнс» состоялась премьера полицейской драмы «Опасный квартал», где Пачино сыграл небольшую роль детектива. В конце того же года на Венецианском кинофестивале он представил свой третий режиссёрский проект — драматический документальный фильм «Дикая Саломея». Пачино назвал эту работу своим «самым личным проектом на тот момент» и получил награду «Слава режиссёру» за вклад в современное кино. Лента переосмысляет пьесу Оскара Уайльда «Саломея», смешивая документальные и художественные приёмы. Помимо режиссуры и написания сценария, Пачино исполнил в фильме роль Ирода Антипы. Со временем он перемонтировал картину, удалив документальные фрагменты, и выпустил обновлённую версию под названием «Саломея» — сначала в США (2013), затем в Великобритании (2014).
В тот же период актёр появился в комедии с Адамом Сэндлером «Такие разные близнецы» (2011), где сыграл карикатурную версию самого себя. Фильм получил разгромные отзывы, был признан одним из худших в истории и побил рекорд по количеству «Золотых малин», а Пачино впервые «удостоился» антипремии за худшую мужскую роль второго плана. Однако критики отметили неожиданную глубину его игры: по версии The Guardian, его персонаж — «продажный и неприятный тип, пародирующий роли, сделавшие его знаменитым». Автор книги об актёре Карина Лонгуорт предположила, что таким образом Пачино намеренно обыгрывал свой публичный образ — символа «серьёзного актёрского мастерства» эпохи 1970-х, противопоставляя его современной индустрии. Режиссёр фильма Деннис Дуган позже вспоминал, что Пачино подошёл к роли с той же ответственностью, как если бы играл Макбета в шекспировском театре.
В октябре 2012 года Пачино вернулся на Бродвей, сыграв в юбилейной постановке пьесы Дэвида Мэмета «Гленгарри Глен Росс», а также представил на Чикагском кинофестивале криминальную комедию «Реальные парни» — историю о трёх стареющих преступниках, собравшихся для последнего дела. Несмотря на звёздный состав (Кристофер Уокен, Алан Аркин), лента разочаровала критиков, посчитавших, что режиссёр не раскрыл потенциал актёров. Гораздо более успешным стал биографический телефильм HBO «Фил Спектор» (2013), где Пачино воплотил на экране легендарного музыкального продюсера, обвинённого в убийстве. Интересно, что сам Спектор в 2002 году мечтал, чтобы Пачино — его любимый актёр — сыграл его в кино, но в итоге картина сосредоточилась не на творчестве, а на судебном процессе. Игра Пачино и Хелен Миррен (в роли адвоката) была высоко оценена: оба получили номинации на «Эмми», «Золотой глобус» и другие премии.
В последние годы, несмотря на успехи в проектах для HBO, критические отзывы о работах Пачино в большом кино оставались неоднозначными. Его возвращение на большой экран состоялось в независимой драме «Манглхорн» (2014), премьера которой прошла на Венецианском кинофестивале. Пачино сыграл эксцентричного и одинокого слесаря, одержимого воспоминаниями о бывшей возлюбленной. Интернет-издание The A.V. Club отметило, что актёр заслуживал более качественного материала, в то время как San Francisco Chronicle и The Washington Post, раскритиковав сам фильм, выделили дуэт Пачино и Холли Хантер. Там же, в Венеции, представили ещё одну независимую ленту с его участием — «Унижение» Барри Левинсона, где Пачино воплотил образ стареющего актёра, страдающего деменцией. The New York Observer назвала фильм «ужасающим», а Time Out — «безнадёжной путаницей», хотя игру актёров хвалили. Питер Трэверс назвал эту роль «лучшей работой Пачино в кино за последние годы», а Лу Луменик из New York Post заявил, что это, возможно, «самое сильное, что Аль Пачино сделал в этом веке».

В интервью того периода актёр рассуждал о разнице между кинопроцессом прошлого и настоящего, отмечая, что сегодня у него меньше времени на погружение в роль:  
В кино теперь всё подчинено жёсткому графику — ты постоянно сражаешься со временем, и это сложно, потому что приходится укладываться в шесть недель съёмок. Обычно этого недостаточно, и результат на экране это отражает. Хотелось бы больше времени — хотя бы просто познакомиться с партнёрами или обсудить персонажа с режиссёром. Раньше у [Сидни] Люмета тоже было шесть недель на съёмки, но перед этим — три недели или даже месяц репетиций. Сейчас такого нет. Серьёзное кино, где у актёров есть возможность подготовиться, встречается редко. Это больше не в приоритете.
Пачино также признался, что теперь предпочитает проводить больше времени с детьми, что влияет на его выбор проектов. Изменения в киноиндустрии отразились и на его гонорарах: если на пике карьеры он получал около $14 миллионов за фильм, то теперь его заработок сократился до пяти, иногда семи миллионов. В 2016 году он вновь был номинирован на «Золотой глобус» — на этот раз за лучшую мужскую роль в комедии или мюзикле за образ угасающей рок-звезды, отчаянно пытающейся переосмыслить свою жизнь, в фильме «Второй шанс» (2015). Издания Variety и Toronto Sun отметили его комедийный талант, а некоторые критики даже заявили, что он «спас» картину.
Однако последующие работы не увенчались успехом. Участие в триллере «Хуже, чем ложь» (2016), обернулось провалом — как в коммерческом, так и в критическом плане. The Daily Telegraph назвала его, возможно, худшим фильмом в карьере как Аль Пачино, так и Энтони Хопкинса. Судьба «Виселицы» (2017) оказалась не лучше: этот полицейский триллер, где Пачино сыграл детектива, расследующего серию убийств, вдохновлённых одноимённой игрой, вошёл в число самых негативно оценённых картин в его фильмографии.

Размышляя о череде неудач, актёр признался:  
Знаете что? Возможно, я просто привык к плохому. Кажется, я становлюсь упрямым. Я начинаю сниматься в фильмах, которые не слишком хороши, и пытаюсь их улучшить. И это стало моим вызовом. Не то чтобы я заранее знал, что они будут плохими, но, как сказал Боб [Де Ниро], иногда тебе предлагают деньги за что-то нестоящее. И ты убеждаешь себя согласиться. А где-то внутри понимаешь, что это будет хлам.
Он также признал, что за последние 20 лет стал менее разборчив в выборе ролей. Британская газета The Independent с сожалением констатировала: «В какой-то момент Пачино свернул не туда и оказался в сумеречной зоне триллеров, выходящих сразу на DVD или в цифровых платформах». Slant Magazine, однако, отметил, что «актёр, как и большинство выдающихся деятелей искусства, не делит свои работы строго на „личные проекты“ и „работу ради денег“ — между ними неизбежно возникает наложение, да и обстоятельства бывают разными».
В 2018 году он вновь снялся в телефильме HBO — биографической драме «Патерно», посвящённой скандалу вокруг тренера по американскому футболу Джо Патерно, который десятилетиями скрывал случаи сексуального насилия в университете. Как и в случаях с Джеком Кеворкяном и Филом Спектором, Пачино глубоко погрузился в образ, изучая все доступные материалы о персонаже, позволив «подсознанию сделать остальное».

### 2020-е. Крупнобюджетные проекты и новые роли
Режиссёр Квентин Тарантино написал для Пачино роль в фильме «Однажды в Голливуде» (2019) — агента, представляющего персонажа Леонардо Ди Каприо. Несмотря на опыт в киноиндустрии, Тарантино признался, что нервничал перед тем, как работать с легендарным актёром. Новый виток популярности Пачино принёс «Ирландец» (2019) Мартина Скорсезе, где он сыграл Джимми Хоффу — лидера профсоюза водителей, связанного с мафией. В этом проекте Пачино впервые сотрудничал со Скорсезе и Джо Пеши, а также воссоединился на экране с Де Ниро. Производство фильма долгие годы откладывалось, и лишь финансирование со стороны Netflix позволило запустить съёмки. Бюджет картины составил впечатляющие $225 миллионов. «Ирландец» получил восторженные отзывы критиков, а игра Пачино была названа «самой выдающейся в картине» по версии Variety. За эту роль он был номинирован на «Золотой глобус», премию Гильдии киноактёров США и BAFTA, а также «Оскар» (впервые после победы за «Запах женщины») как лучший актёр второго плана.
В 2021 году Пачино вновь попал в списки номинантов на «Золотой глобус» за участие в веб-сериале «Охотники», хотя сам проект получил неоднозначные оценки прессы. Затем актёр отправился в Италию для съёмок в криминальной драме «Дом Gucci» (2021) Ридли Скотта, основанной на реальных событиях убийства Маурицио Гуччи. Пачино воплотил на экране Альдо Гуччи, двоюродного брата покойного. Хотя его внешнее сходство с прототипом подверглось критике со стороны семьи (особенно со стороны Патриции Гуччи), игра Пачино, как и работа всего звёздного актёрского состава, получила высокие оценки.
Следующей работой актёра стал триллер «Хитмен. Последнее дело» (2023) Майкла Китона, премьера которого состоялась на кинофестивале в Торонто. Кроме того, после неудачной попытки экранизировать историю художника Амедео Модильяни в 1980-х совместно со Скорсезе, Пачино и Джонни Депп объявили о совместном производстве фильма о жизни живописца. Изначально Пачино планировал сам выступить режиссёром, но позже передал эти полномочия Деппу. Премьера «Моди: Три дня на крыльях безумия» состоялась на кинофестивале в Сан-Себастьяне в 2024 году. Пачино сыграл коллекционера произведений искусства, а итальянец Риккардо Скамарчо воплотил образ Модильяни.
В начале 2023 года Пачино присоединился к актёрскому составу драмы «Вальс Изи» — режиссёрского дебюта Ника Пиццоллатто, где также снялись Винс Вон и Мишель Монаган.

## Оценка творчества

### Манера игры
Аль Пачино — один из самых выдающихся актёров в истории кино, чья игра отличается невероятной эмоциональной глубиной и харизмой. Как отмечает «Британская энциклопедия», его стиль сочетает в себе «тревожную серьёзность и взрывную ярость». Драматург Дэвид Мэмет подчёркивал, что Пачино никогда не повторяется — каждая его роль уникальна, каждый герой проживается заново. Ли Страсберг, легендарный преподаватель актёрского мастерства, говорил о нём так: «Большинство актёров просто изображают персонажей. Аль Пачино становится ими». Это умение полностью перевоплощаться во многом связано с «Методом» — системой актёрской игры, которую Пачино освоил под руководством Страсберга. В основе этого подхода лежат принципы Константина Станиславского, требующие от актёра не просто демонстрировать эмоции, а искренне проживать их. «Метод» был популяризирован в американском кино Марлоном Брандо, и именно его мощная, естественная манера игры оказала огромное влияние на молодого Пачино. Со временем он настолько отточил это мастерство, что критики стали называть его «актёром „Метода“ среди актёров „Метода“».
Рецензенты не раз отмечали его смелость и полную самоотдачу в работе. Chicago Reader писал, что Пачино — «гениальный актёр, который не боится выглядеть нелепо, если это нужно для правды». Журнал New York обращал внимание на то, как тонко он выстраивает психологию своих героев, делая их не просто персонажами, а сложными, многогранными личностями. Его подход к созданию ролей всегда был глубоким и методичным. Драматург Израэль Хоровиц вспоминал, что Пачино часто готовился к ролям, подолгу наблюдая за людьми на улицах. Он мог часами следить за случайными прохожими, изучая их жесты, мимику, манеру двигаться и даже одеваться. Особенно тщательно он подходил к биографическим ролям — читал книги, смотрел архивные материалы, встречался с реальными людьми, чьи судьбы ложились в основу сценариев. При этом он никогда не заучивал текст механически, считая, что слова должны рождаться из эмоций, а не просто воспроизводиться по памяти.
Но, пожалуй, самое поразительное в его методе работы — это то, насколько глубоко его персонажи проникали в его реальную жизнь. После спектаклей «Ричард III» на Бродвее он подолгу не мог выйти из образа — бродил по улицам один, иногда даже непроизвольно хромал, хотя спектакль уже закончился. «Тело не понимает, что игра окончена, пока мозг не осознает этого», — объяснял он. После съёмок «Пугала» он месяцами носил грубые тюремные ботинки своего героя. После «Серпико» — полицейского-разоблачителя — он однажды попытался задержать человека на улице Нью-Йорка, настолько вжился в роль. А после «Революции» журналисты заметили, что он ещё долго говорил с лёгким британским акцентом и сохранял причёску XVIII века. Пачино всегда восхищался Шекспиром, и многие критики видели в нём ту же мощь и трагическое величие, что и у героев шекспировских драм.
После периода тонкой, почти минималистичной игры в «Крестном отце» Пачино со временем стал выбирать более экспрессивные, даже гротескные роли. Этот переход от сдержанного натурализма к яркой, подчас театральной манере исполнения вызвал неоднозначную реакцию критиков и зрителей. В таких фильмах, как «Лицо со шрамом» и «Схватка», его персонажи говорили громко, жестикулировали резко, а эмоции выплескивались наружу без остатка. Кинокритики разделились во мнениях. Одни видели в этом эволюцию актера, его способность адаптироваться к новому времени. Дэн Каллахан, например, считал, что в «Лице со шрамом» Пачино сознательно отошел от психологической глубины Брандо в сторону более крупных, почти карикатурных образов, напоминающих стиль Джеймса Кэгни. По его словам, именно после этой роли Пачино стал восприниматься не просто как актер, а как персонаж, которого легко пародировать — настолько выразительной и преувеличенной была его игра. Журнал People и вовсе назвал его исполнение «не актерством, а откровенным переигрыванием». Однако другие обозреватели указывали, что нельзя сводить весь его талант к избыточной эмоциональности. The Washington Post напоминала о роли Пачино в «Донни Браско», где тот продемонстрировал удивительную сдержанность, играя человека, который скорее наблюдает, чем действует. Los Angeles Times отмечала, что сила актера — в умении балансировать между взрывной энергией и глубокой внутренней работой. Неслучайно его любимой игрой являются шахматы: он тщательно продумывает каждую роль, просчитывая возможные нюансы.

Сам Пачино относится к критике философски. Он признаёт, что иногда перегибает палку, но считал это естественной частью творческого процесса. «В театре нужно играть так, чтобы тебя было слышно на галёрке, — говорил он. — В кино же всё становится еще выразительнее». В другом интервью он отметил: «В душе я — тенор. А тенору иногда необходимо брать высокие ноты». Для него важно было не столько соответствовать канонам реализма, сколько передать зрителю эмоцию, заставить его что-то пережить.
Я пишу так, как вижу — мазки у меня порой шире, цвета смелее. Бывает, выходишь за грань, бывает — перехлёстываешь, но в этом и есть суть замысла. Доверься сиянию. Если в работе есть голод и страсть, если ты рвёшься не за трофеем, а за истиной — ни одна секунда не пропадёт даром. Да, тут есть изъяны. Но именно в них — то, что останется с тобой навсегда.

### Амплуа
С первых шагов в актерской профессии Пачино обратился к сложным, противоречивым персонажам, далеким от голливудских идеалов. Его ранние роли — это жители городского дна, отчаявшиеся неудачники, преступники и люди с надломленной психикой. В отличие от традиционных героев американского кино, которые олицетворяли силу, благородство и ясные моральные принципы (как Джон Уэйн или Генри Фонда), персонажи Пачино были темными, неоднозначными, порой отталкивающими, но при этом удивительно живыми. Ключевой особенностью его игры стала не попытка вызвать у зрителя симпатию, а стремление к предельной честности в изображении человеческой природы. Как отмечал его коллега Рон Сильвер, Пачино не старался «приукрасить» своих героев — он хотел, чтобы зритель их понял, даже если не мог принять. Его персонажи 1970-х — это продукт эпохи разочарования: после Вьетнама, Уотергейта, краха иллюзий. Они полны гнева, подозрительности, внутренней боли, но при этом обладают странной притягательностью. Эмануэль Леви из Variety писал, что Пачино привносил в роли уникальную смесь качеств: мощную харизму, нервную энергию, скрытую уязвимость и даже легкий сарказм по отношению к самому себе. Он не играл «плохих парней» в привычном смысле — его герои были скорее жертвами обстоятельств, людьми, которых жизнь загнала в угол.  
Сам актер относил себя к характерным актерам, хотя судьба отвела ему амплуа главного героя. Со временем его типаж эволюционировал: если в 1970-е это были бунтари и психологически надломленные личности, то к 1990-м годам его персонажи стали напоминать героев Клинта Иствуда — одиноких стражей собственного кодекса чести. Итальянский кинокритик Роберто Лазанья отмечал, что Пачино стал символом 1990-х: его герои того периода — нервозные, ироничные, измотанные жизнью люди, в которых сквозит что-то животное, первобытное. Они уже не бунтуют открыто, как в молодости, но продолжают жить по своим правилам, даже если мир вокруг них давно перестал быть черно-белым.

### Сравнения с современниками
Аль Пачино и Дастин Хоффман стали символами американского кинематографа 1970-х, эпохи, известной как «Новый Голливуд». Их творческие пути во многом пересекались: оба поступили в легендарную Актёрскую студию в одном году, оба добивались одних и тех же ролей и номинировались на схожие премии. Критики и зрители часто сравнивали их, отмечая схожую энергию, харизму и принадлежность к новому поколению актёров, ломавших привычные голливудские каноны. В начале карьеры, когда Пачино играл в театре, The New York Times назвала его «итальянским Дастином Хоффманом» — настолько их стили казались похожими. Позже, после выхода «Серпико», известный кинокритик Полин Кейл писала, что в некоторых сценах Пачино почти невозможно отличить от Хоффмана. Это сравнение стало настолько частым, что породило своеобразное медийное соперничество. Сам Хоффман в шутку называл Пачино своей «немезидой», подчёркивая, что их постоянно ставят в один ряд.  
Критик Дэвид Денби отмечал, что Пачино, Хоффмана и Роберта Де Ниро журналисты объединяли в своеобразную «троицу» — нью-йоркских актёров «этнического» происхождения, которые противопоставлялись классическим голливудским красавцам вроде Роберта Редфорда. Однако сам Пачино не видел особого сходства ни с Де Ниро, ни с Хоффманом. «Бобби [Де Ниро] и я — совершенно разные, — говорил он. — То же самое с Дастином. Хотя, безусловно, он прекрасный актёр». Разницу в их подходах к актёрскому мастерству подчёркивал журнал Empire: если Де Ниро работал с холодной точностью, выверяя каждую деталь, то Пачино действовал на инстинктах, его игра была более стихийной и эмоциональной. При этом, в отличие от Де Ниро, который мог полностью «захватить» экран, Пачино умел делиться им с партнёрами, не теряя при этом своей силы. Режиссёр Майкл Манн, снявший обоих актёров в «Схватке», объяснял их различия так: «У Аль — свой метод. Он вживается в роль, пропускает её через себя, неделями обдумывает сцены, даже видит их во сне. А Бобби [Де Ниро] — это аналитический гений, он разбирает персонажа по кусочкам».  
Пресса также отмечала, что Пачино, в отличие от Джека Николсона, играющего отстранённых, ироничных антигероев, чаще воплощал на экране эмоционально открытых, даже уязвимых персонажей — выходцев из рабочих кварталов, бунтарей, готовых на отчаянные поступки. После выхода «Крёстного» британский журналист Айвор Дэвис писал, что в Пачино сочетается «обаяние Алена Делона и неистовая энергия молодого Рода Стайгера». Именно эта страстность, доходящая до одержимости, и сделала его одним из самых выдающихся актёров своего поколения.

### Связь с театром
Пачино начал свою карьеру как театральный актер и, в отличие от многих коллег, никогда не оставлял сцену, несмотря на успех в кино. Хотя международную известность ему принес именно кинематограф, он всегда оставался глубоко связан с классическим театром, вдохновляясь такими мастерами, как итальянская актриса Элеонора Дузе и английский актер Эдмунд Кин. Сам Пачино не раз признавался, что предпочитает театр — не только из-за творческого вызова, но и потому, что сцена позволяет ему каждый раз по-новому проживать роль. Коллеги отмечали его непредсказуемость как актера: он никогда не повторяется. Как сказал Эд Харрис, люди часто забывают, что Пачино — в первую очередь театральный артист. Для Пачино работа на сцене — это всегда вызов, требующий максимальной отдачи, но при этом дающий ощущение дома. В кино же он, по его собственным словам, всегда чувствовал некую отстраненность. Он сравнивал актерскую игру с хождением по канату:
Актерское мастерство — это как быть канатоходцем, но между сценой и кино есть разница. На сцене канат натянут высоко. Если упадешь — все кончено. В кино же трос лежит на земле. Упал — поднялся и пробуешь снова. Играть в театре — другое эмоциональное состояние. Ты просыпаешься с мыслью, что в восемь вечера тебе снова предстоит шагать по этому канату.
Десять лет театрального опыта до прихода в кино сформировали его актерский стиль и повлияли на выбор ролей. Пачино уверен, что театр открывает перед актером новые творческие возможности, обогащает его мастерство и даже улучшает работу в кино. «В коммерческом кино нет места для экспериментов и роста», — говорил он. По мнению журнала Variety, именно эксцентричность и драматическая интенсивность, свойственные его театральным работам, впоследствии стали его визитной карточкой на экране.